# Liste der Mitglieder des liechtensteinischen Landtags (1906)
Diese Liste führt die Mitglieder des Landtags des Fürstentums Liechtenstein auf, der aus den Landtagswahlen des Jahres 1906 hervorging. Die vom Volk zwischen dem 18. und 21. Juli 1906 gewählten Wahlmänner trafen sich am 28. Juli 1906 in Vaduz und am 30. Juli in Mauren. Im Wahlkreis Oberland wurden sieben Abgeordnete gewählt, im Wahlkreis Unterland fünf. Außerdem wurden am 23. August 1906 drei Abgeordnete vom Landesfürsten Johann II. ernannt.
Um in den Landtag gewählt zu werden, benötigte man in den ersten beiden Wahlgängen die absolute Mehrheit aller anwesenden Wahlmänner. Konnten bis dahin immer noch nicht genügend Abgeordnete gewählt werden, reichte im dritten Wahlgang die relative Mehrheit.

## Anzahl der Wahlmänner
Nach der Liechtensteinischen Verfassung wurde der Landtag nicht direkt, sondern mittels Wahlmännern gewählt. Zwischen dem 18. und 21. Juli 1906 fanden die Wahlen in den Schulhäusern aller Gemeinden statt. Die Anzahl der Wahlmänner, die eine Gemeinde stellte, richtete sich nach der Anzahl der Einwohner der Gemeinde. Für 100 Einwohner stellte sie zwei Wahlmänner, wobei die Einwohnerzahl auf volle 100 kaufmännisch gerundet wurde. Für die Landtagswahl 1906 stellten die elf Gemeinden folgende Wahlmänner.
| Gemeinde     | Wahlmänner |
| ------------ | ---------- |
| Balzers      | 26         |
| Eschen       | 22         |
| Gamprin      | 8          |
| Mauren       | 22         |
| Planken      | 2          |
| Ruggell      | 12         |
| Schaan       | 22         |
| Schellenberg | 10         |
| Triesen      | 22         |
| Triesenberg  | 24         |
| Vaduz        | 22         |
| Gesamt       | 192        |

## Liste der Mitglieder
Die Wahlmänner des Wahlkreises Oberland trafen sich am 28. Juli 1906 im Niggschen Gasthaus in Vaduz, heute das Hotel Schlössle, um die Wahl der Abgeordneten durchzuführen. Die Wahlmänner aus Unterland trafen zwei Tage später im Schulhaus in Mauren. Seit 1877 galt dabei, dass die Wahl auf jeden Fall zur angekündigten Uhrzeit begonnen wurde, auch wenn nicht alle Wahlmänner anwesend waren. Daher waren von den 118 aus dem Wahlkreis Oberland gewählten Wahlmännern nur 115 anwesend und von den 74 Unterland-Wahlmännern alle bis auf einen.
| Name               | Wahlkreis | Bemerkungen                                                       |
| ------------------ | --------- | ----------------------------------------------------------------- |
| Xaver Bargetze     | Oberland  | Erster Wahlgang                                                   |
| Franz Josef Beck   | Oberland  | Erster Wahlgang                                                   |
| Heinrich Brunhart  | Oberland  | Erster Wahlgang                                                   |
| Ludwig Elkuch      | Unterland | Dritter Wahlgang                                                  |
| Alfons Feger       | Ernennung |                                                                   |
| Franz Josef Hoop   | Unterland | Erster Wahlgang                                                   |
| Jakob Kaiser       | Unterland | Zweiter Wahlgang                                                  |
| Lorenz Kind        | Unterland | Erster Wahlgang                                                   |
| Franz Josef Marxer | Unterland | Zweiter Wahlgang                                                  |
| Ludwig Marxer      | Ernennung |                                                                   |
| Meinrad Ospelt     | Ernennung |                                                                   |
| Albert Schädler    | Oberland  | Erster Wahlgang                                                   |
| Carl Schädler      | Oberland  | Zweiter Wahlgang; verstarb 1907, für ihn rückte Jakob Wanger nach |
| Franz Schlegel     | Oberland  | Erster Wahlgang                                                   |
| Friedrich Walser   | Oberland  | Erster Wahlgang                                                   |
| Jakob Wanger       | Oberland  | rückte 1907 für Carl Schädler nach                                |

## Liste der Stellvertreter
Nach den Abgeordneten wurden deren Stellvertreter gewählt. Ebenfalls wurde hier in den ersten zwei Wahlgängen eine absolute Mehrheit und im dritten Wahlgang eine relative Mehrheit benötigt.
| Name               | Wahlkreis | Bemerkungen                                         |
| ------------------ | --------- | --------------------------------------------------- |
| Luzius Gassner     | Oberland  | Zweiter Wahlgang                                    |
| Johann Gstöhl      | Unterland | Dritter Wahlgang                                    |
| Egon Rheinberger   | Oberland  | Dritter Wahlgang                                    |
| Franz Josef Ritter | Unterland | Dritter Wahlgang                                    |
| Jakob Wanger       | Oberland  | Erster Wahlgang; rückte 1907 für Carl Schädler nach |